# Buják, Nógrád
Buják  este un sat în districtul Pásztó, județul Nógrád, Ungaria, având o populație de 2.291 de locuitori (2011). 

## Demografie
Componența etnică a satului Buják
     Maghiari (87,5%)
     Romi (12,32%)
     Germani (0,18%)
Componența confesională a satului Buják
     Romano-catolici (73,55%)
     Fără religie (2,18%)
     Luterani (1,27%)
     Necunoscută (22,04%)
     Alte religii (1,75%)
Conform recensământului din 2011, satul Buják avea 2.291 de locuitori. Din punct de vedere etnic, majoritatea locuitorilor (87,5%) erau maghiari, cu o minoritate de romi (12,32%).  Din punct de vedere confesional, majoritatea locuitorilor (73,55%) erau romano-catolici, existând și minorități de persoane fără religie (2,18%) și luterani (1,27%). Pentru 22,04% din locuitori nu este cunoscută apartenența confesională.